# Château du Marais (Argenteuil)
Le château du Marais, dénommé aussi localement le château Mirabeau, était un château du XVIIIe siècle situé à Argenteuil dans le département français du Val-d'Oise.

## Localisation
Le château, détruit par les troupes allemandes pendant la Seconde Guerre mondiale, était situé dans la partie ouest de la commune d'Argenteuil dans le quartier dit « du Marais ».

## Architecture

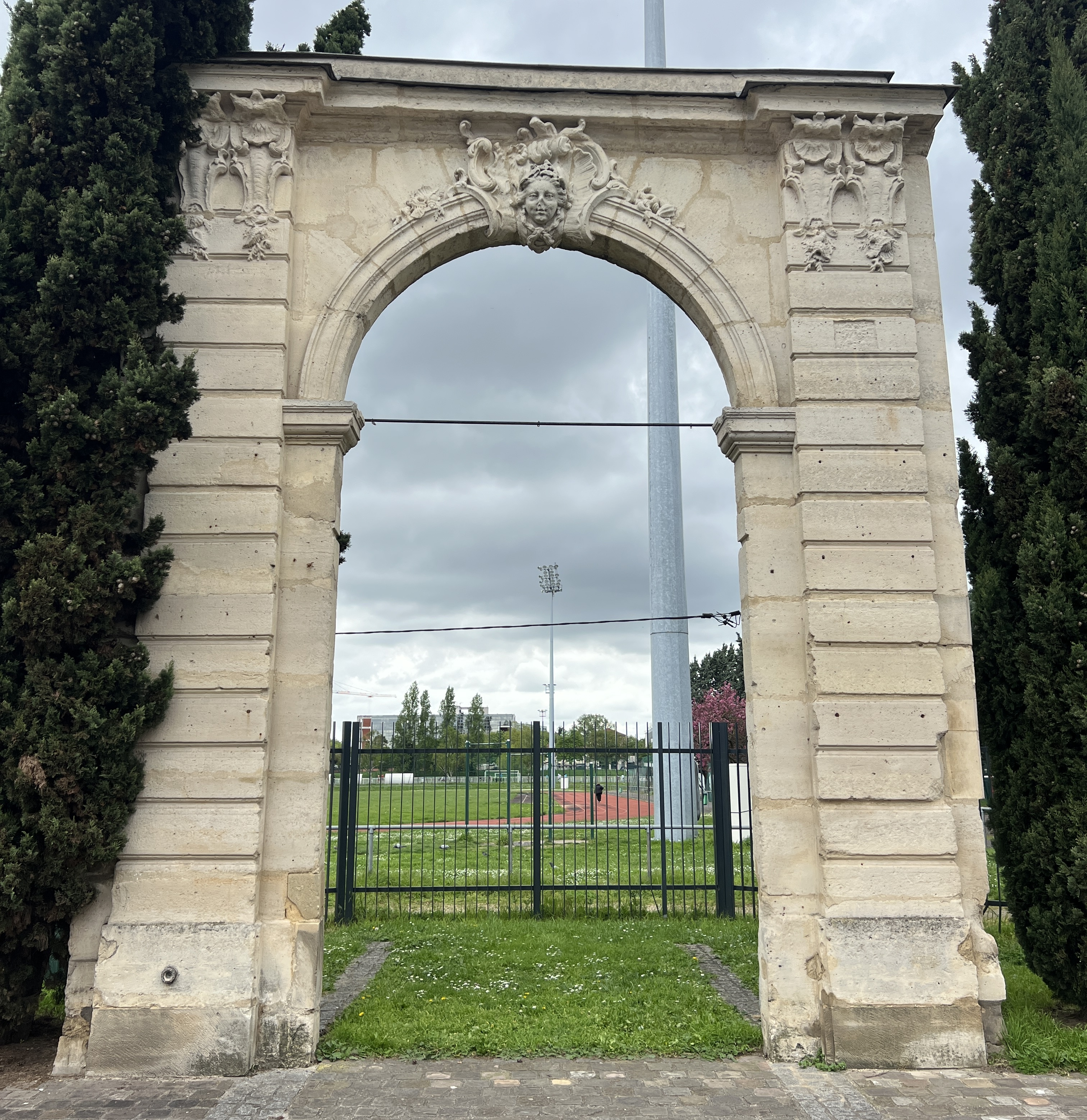
Le portail.

Avec sa façade sud tournée vers la Seine et sa façade nord vers un grand parc paysagé, le domaine du Marais constituait du XVe au XIXe siècle une des plus remarquables propriétés des environs de Paris. 
Réduit aux façades fragilisées au sortir de la Guerre, il ne subsiste plus des bâtiments de style Renaissance que le portail et l’ermitage, petite fabrique de jardin qualifiée abusivement de chapelle, restaurés en 2008 et du parc quelques platanes hybrides du XVIIIe siècle.

## Historique
Le domaine du Marais était la propriété des bénédictins au Moyen Âge.
De grandes familles nobles et des notables s’y sont succédé. Parmi ceux-ci on relève Jacques de Flesselles, prévôt des marchands et première victime de la Révolution le 14 juillet 1789 et Mirabeau  ainsi que sa famille. Le père de celui-ci, Victor Riquetti de Mirabeau, surnommé l'ami des hommes, y meurt le 13 juillet 1789.
Le château est inscrit à l'inventaire des monuments historiques depuis le 12 janvier 1931. L'ancien parc, qui a hébergé un bidonville pendant le conflit franco-algérien, est actuellement couvert par le stade du Marais.